# Mezcala (Poncitlán)
Mezcala es una localidad mexicana ubicada en el estado de Jalisco, dentro del municipio de Poncitlán.

## Geografía
Mezcala se localiza en el noroeste del municipio de Poncitlán, en las costas del lago de Chapala.
Se encuentra a 1536 m s. n. m. y cubre un área de 1.24 km².

### Clima
Mezcala tiene un clima semicálido subhúmedo, con precipitaciones durante el verano. La temperatura media anual durante el período 1951-2010, se encontraba en 20.1 °C, con una precipitación anual de 880.7 mm.
| Parámetros climáticos promedio de Mezcala (1951-2010) | Parámetros climáticos promedio de Mezcala (1951-2010) | Parámetros climáticos promedio de Mezcala (1951-2010) | Parámetros climáticos promedio de Mezcala (1951-2010) | Parámetros climáticos promedio de Mezcala (1951-2010) | Parámetros climáticos promedio de Mezcala (1951-2010) | Parámetros climáticos promedio de Mezcala (1951-2010) | Parámetros climáticos promedio de Mezcala (1951-2010) | Parámetros climáticos promedio de Mezcala (1951-2010) | Parámetros climáticos promedio de Mezcala (1951-2010) | Parámetros climáticos promedio de Mezcala (1951-2010) | Parámetros climáticos promedio de Mezcala (1951-2010) | Parámetros climáticos promedio de Mezcala (1951-2010) | Parámetros climáticos promedio de Mezcala (1951-2010) |
| Mes                                                   | Ene.                                                  | Feb.                                                  | Mar.                                                  | Abr.                                                  | May.                                                  | Jun.                                                  | Jul.                                                  | Ago.                                                  | Sep.                                                  | Oct.                                                  | Nov.                                                  | Dic.                                                  | Anual                                                 |
| ----------------------------------------------------- | ----------------------------------------------------- | ----------------------------------------------------- | ----------------------------------------------------- | ----------------------------------------------------- | ----------------------------------------------------- | ----------------------------------------------------- | ----------------------------------------------------- | ----------------------------------------------------- | ----------------------------------------------------- | ----------------------------------------------------- | ----------------------------------------------------- | ----------------------------------------------------- | ----------------------------------------------------- |
| Temp. máx. abs. (°C)                                  | 29.5                                                  | 32.5                                                  | 35.5                                                  | 38.5                                                  | 37.9                                                  | 37.5                                                  | 35.0                                                  | 32.3                                                  | 30.4                                                  | 31.0                                                  | 31.0                                                  | 29.6                                                  | 38.5                                                  |
| Temp. máx. media (°C)                                 | 23.3                                                  | 25.5                                                  | 27.9                                                  | 30.2                                                  | 31.2                                                  | 29.5                                                  | 27.1                                                  | 27.3                                                  | 27.0                                                  | 26.5                                                  | 25.0                                                  | 23.4                                                  | 27.2                                                  |
| Temp. media (°C)                                      | 16.2                                                  | 17.5                                                  | 19.5                                                  | 21.7                                                  | 23.4                                                  | 23.1                                                  | 21.5                                                  | 21.5                                                  | 21.3                                                  | 20.3                                                  | 18.2                                                  | 16.4                                                  | 20.1                                                  |
| Temp. mín. media (°C)                                 | 8.9                                                   | 9.8                                                   | 11.3                                                  | 13.3                                                  | 15.6                                                  | 16.6                                                  | 15.9                                                  | 15.8                                                  | 15.7                                                  | 14.2                                                  | 11.5                                                  | 9.5                                                   | 12.9                                                  |
| Temp. mín. abs. (°C)                                  | -2.0                                                  | -2.2                                                  | -1.0                                                  | 3.5                                                   | 4.3                                                   | 9.0                                                   | 12.0                                                  | 11.8                                                  | 8.0                                                   | 3.8                                                   | 2.0                                                   | 0.8                                                   | -2.2                                                  |
| Precipitación total (mm)                              | 20.1                                                  | 4.5                                                   | 2.6                                                   | 4.1                                                   | 18.4                                                  | 189.7                                                 | 244.4                                                 | 182.8                                                 | 144.7                                                 | 48.1                                                  | 14.2                                                  | 7.1                                                   | 880.7                                                 |
| Días de precipitaciones (≥ 1 mm)                      | 2.0                                                   | 0.8                                                   | 0.6                                                   | 0.7                                                   | 2.5                                                   | 13.9                                                  | 18.9                                                  | 16.5                                                  | 13.0                                                  | 5.7                                                   | 1.7                                                   | 1.4                                                   | 77.7                                                  |
| Fuente: Servicio Meteorológico Nacional.              |                                                       |                                                       |                                                       |                                                       |                                                       |                                                       |                                                       |                                                       |                                                       |                                                       |                                                       |                                                       |                                                       |